# McLaren M7A
McLaren M7A – samochód Formuły 1 zaprojektowany przez Robina Herda i skonstruowany przez McLarena. Samochód był używany w sezonach 1968-1970. Samochód był napędzany przez jednostki Cosworth.
W sezonie 1969 wykorzystano również wersję M7B, a w sezonach 1969-1971 była używana również wersja M7C. W sezonie 1970 skorzystano również z wersji M7D, w której zamontowano silnik Alfa Romeo.

## Wyniki
| Legenda oznaczeń w tabelach wyników Wyświetl szablon na nowej stronie | Legenda oznaczeń w tabelach wyników Wyświetl szablon na nowej stronie                                                                     |
| Oznaczenie                                                            | Wyjaśnienie |
| --------------------------------------------------------------------- | --- |
| Złoty                                                                 | Zwycięzca lub mistrzostwo |
| Srebrny                                                               | 2. miejsce lub wicemistrzostwo |
| Brązowy                                                               | 3. miejsce lub II wicemistrzostwo |
| Zielony                                                               | Ukończył, punktował (w klasyfikacji generalnej, gdy zdobył co najmniej jeden punkt na przestrzeni sezonu, poza trzema powyższymi opcjami) |
| Niebieski                                                             | Ukończył, nie punktował (w klasyfikacji generalnej, gdy nie zdobył co najmniej jednego punktu na przestrzeni sezonu)                      |
| Czerwony                                                              | Nie zakwalifikował się (NZ) |
| Czerwony                                                              | Nie prekwalifikował się (NPK) |
| Różowy                                                                | Nie ukończył (NU) |
| Różowy                                                                | Niesklasyfikowany (NS) (w klasyfikacji generalnej, gdy nie został sklasyfikowany w żadnym wyścigu sezonu)                                 |
| Czarny                                                                | Zdyskwalifikowany (DK) |
| Czarny                                                                | Wykluczony (WYK/EX) |
| Biały                                                                 | Nie wystartował (NW) |
| Biały                                                                 | Kontuzjowany (K/INJ) |
| Biały                                                                 | Wyścig odwołany (OD/C) |
| Bez koloru                                                            | Został wycofany (WYC/WD) |
| Bez koloru                                                            | Nie przybył (NP/DNA) |
| Bez koloru                                                            | Nie brał udziału w treningach (NT/DNP) |
| Bez koloru                                                            | Nie został zgłoszony (–) |
| Pogrubienie                                                           | Start z pole position |
| Kursywa                                                               | Najszybsze okrążenie wyścigu |
| †                                                                     | Nie ukończył, ale jego rezultat został zaliczony ze względu na przejechanie więcej niż 90% dystansu wyścigu.                              |
| *                                                                     | Sezon w trakcie |
| 1/2/3                                                                 | Punktowana pozycja w sprincie kwalifikacyjnym                                                                                             |
| Lista systemów punktacji Formuły 1                                    | |

| Sezon | Zespół                     | Silnik     | Kierowcy          | Wyniki w poszczególnych eliminacjach | Wyniki w poszczególnych eliminacjach | Wyniki w poszczególnych eliminacjach | Wyniki w poszczególnych eliminacjach | Wyniki w poszczególnych eliminacjach | Wyniki w poszczególnych eliminacjach | Wyniki w poszczególnych eliminacjach | Wyniki w poszczególnych eliminacjach | Wyniki w poszczególnych eliminacjach | Wyniki w poszczególnych eliminacjach | Wyniki w poszczególnych eliminacjach | Wyniki w poszczególnych eliminacjach | Wyniki w poszczególnych eliminacjach | Wyniki kierowców | Wyniki kierowców | Wyniki konstruktora | Wyniki konstruktora |
| 1968  |                            |            |                   |                                      |                                      | Monako                               | Belgia                               | Holandia                             | Francja                              | Wielka Brytania                      | Niemcy                               | Włochy                               | Kanada                               | Stany Zjednoczone                    | Meksyk                               |                                      | Pkt.             | Msc.             | Pkt.                | Msc.                |
| ----- | -------------------------- | ---------- | ----------------- | ------------------------------------ | ------------------------------------ | ------------------------------------ | ------------------------------------ | ------------------------------------ | ------------------------------------ | ------------------------------------ | ------------------------------------ | ------------------------------------ | ------------------------------------ | ------------------------------------ | ------------------------------------ | ------------------------------------ | ---------------- | ---------------- | ------------------- | ------------------- |
| 1968  | Bruce McLaren Motor Racing | Cosworth   | Bruce McLaren     | –                                    | NU                                   | NU                                   | 1                                    | NU                                   | 8                                    | 7                                    | 13                                   | NU                                   | 2                                    | 6                                    | 2                                    |                                      | 22               | 5                | 49                  | 2                   |
| 1968  | Bruce McLaren Motor Racing | Cosworth   | Denny Hulme       |                                      | 2                                    | 5                                    | NU                                   | NU                                   | 5                                    | 4                                    | 7                                    | 1                                    | 1                                    | NU                                   | NU                                   |                                      | 31 (33)          | 3                | 49                  | 2                   |
| 1968  | Anglo American Racers      | Cosworth   | Dan Gurney        |                                      | –                                    |                                      | –                                    |                                      | –                                    |                                      |                                      |                                      | NU                                   | 4                                    | NU                                   |                                      | 3                | 21               | 49                  | 2                   |
| 1969  |                            |            |                   |                                      |                                      | Monako                               | Holandia                             | Francja                              | Wielka Brytania                      | Niemcy                               | Włochy                               | Kanada                               | Stany Zjednoczone                    | Meksyk                               |                                      |                                      | Pkt.             | Msc.             | Pkt.                | Msc.                |
| 1969  | Bruce McLaren Motor Racing | Cosworth   | Bruce McLaren     | 5                                    | 2                                    | 5                                    | NU                                   | 4                                    | 3                                    | 3                                    | 4                                    | 5                                    | NW                                   | NU                                   |                                      |                                      | 24 (26)          | 3                | 38                  | 4                   |
| 1969  | Bruce McLaren Motor Racing | Cosworth   | Denny Hulme       | 3                                    | 4                                    | 6                                    | 4                                    | 8                                    | NU                                   | NU                                   | 7                                    | NU                                   | NU                                   | 1                                    |                                      |                                      | 20               | 6                | 38                  | 4                   |
| 1969  | Antique Automobiles        | Cosworth   | Vic Elford        | –                                    | –                                    |                                      | 10                                   | 5                                    | 6                                    | NU                                   | –                                    | –                                    | –                                    | –                                    |                                      |                                      | 5                | 18               | 38                  | 4                   |
| 1969  | Team Lawson                | Cosworth   | Basil van Rooyen  | NU                                   | –                                    | –                                    | –                                    | –                                    | –                                    | –                                    | –                                    | –                                    | –                                    | –                                    |                                      |                                      | 0                | NS               | 38                  | 4                   |
| 1970  |                            |            |                   |                                      |                                      | Monako                               | Belgia                               | Holandia                             | Francja                              | Wielka Brytania                      | Niemcy                               | Austria                              | Włochy                               | Kanada                               | Stany Zjednoczone                    | Meksyk                               | Pkt.             | Msc.             | Pkt.                | Msc.                |
| 1970  | Bruce McLaren Motor Racing | Alfa Romeo | Andrea de Adamich | –                                    | NZ                                   | NZ                                   | –                                    |                                      | NS                                   | NW                                   |                                      |                                      |                                      |                                      |                                      | –                                    | 0                | NS               | 0                   | 9                   |
| 1970  | Bruce McLaren Motor Racing | Alfa Romeo | Nanni Galli       | –                                    | –                                    | –                                    | –                                    | –                                    | –                                    | –                                    | –                                    | –                                    | NZ                                   | –                                    | –                                    | –                                    | 0                | NS               | 0                   | 9                   |
| 1970  | Ecurie Bonnier             | Cosworth   | Joakim Bonnier    | –                                    | –                                    | –                                    | –                                    | –                                    | –                                    | –                                    | –                                    | –                                    | NZ                                   | –                                    | NU                                   | –                                    | 0                | NS               | 35                  | 5                   |
| 1970  | Team Surtees               | Cosworth   | John Surtees      | NU                                   | NU                                   | NU                                   | –                                    | 6                                    | –                                    |                                      |                                      |                                      |                                      |                                      |                                      |                                      | 1 (3)            | 18               | 35                  | 5                   |
| 1971  |                            |            |                   |                                      |                                      | Monako                               | Holandia                             | Francja                              | Wielka Brytania                      | Niemcy                               | Austria                              | Włochy                               | Kanada                               | Stany Zjednoczone                    |                                      |                                      | Pkt.             | Msc.             | Pkt.                | Msc.                |
| 1971  | Ecurie Bonnier             | Cosworth   | Joakim Bonnier    | NU                                   | –                                    | –                                    | –                                    | –                                    | –                                    | NZ                                   | NW                                   | 10                                   | –                                    | 16                                   |                                      |                                      | 0                | NS               | 0 (10)              | 6                   |